# Eduard-Michael Grosu
Eduard-Michael Grosu (4 de setembro de 1992) é um ciclista romeno, membro da equipa francesa Team Delko.

## Palmarés
- 2013
- Campeonato da Romênia Contrarrelógio  
  - 1 etapa do Tour da Romênia

- 2014
  - 2 etapas do Carpathia Couriers Paths
- Tour da Estónia, mais 1 etapa
  - 1 etapa da Volta ao Lago Qinghai

- 2016
  - 2.º no Campeonato da Romênia Contrarrelógio 
  - 1 etapa do Tour do Lago Taihu

- 2017
- Campeonato da Romênia Contrarrelógio  
  - 1 etapa do Tour de Sibiu

- 2018
  - 1 etapa do Tour da Croácia
  - Campeonato da Romênia Contrarrelógio
- Campeonato da Romênia em Estrada  
  - 3 etapas da Volta ao Lago Qinghai

- 2019
  - Tour de Limburgo
  - 3.º no Campeonato da Romênia Contrarrelógio 
  - 2 etapas da Volta ao Lago Qinghai
  - 1 etapa do Tour da Eslováquia
  - 1 etapa da CRO Race

- 2020
  - 3.º no Campeonato da Romênia Contrarrelógio 
  - 3.º no Campeonato da Romênia em Estrada
- Tour da Romênia, mais 2 etapas

## Resultados em Grandes Voltas e Campeonatos do Mundo
| Corrida                | Corrida                | 2014 | 2015  | 2016  | 2017 | 2018 | 2019 | 2020 |
| ---------------------- | ---------------------- | ---- | ----- | ----- | ---- | ---- | ---- | ---- |
|                        | Giro d'Italia          | —    | 150.º | 153.º | —    | —    | —    | —    |
|                        | Tour de France         | —    | —     | —     | —    | —    | —    | —    |
|                        | Volta a Espanha        | —    | —     | —     | —    | —    | —    | —    |
| Mundial em Estrada     | Mundial em Estrada     | —    | —     | —     | —    | —    | Ab.  | Ab.  |
| Mundial Contrarrelógio | Mundial Contrarrelógio | —    | —     | —     | —    | —    | 51.º | —    |

—: não participa

Ab.: abandono